# マデシ人権フォーラム

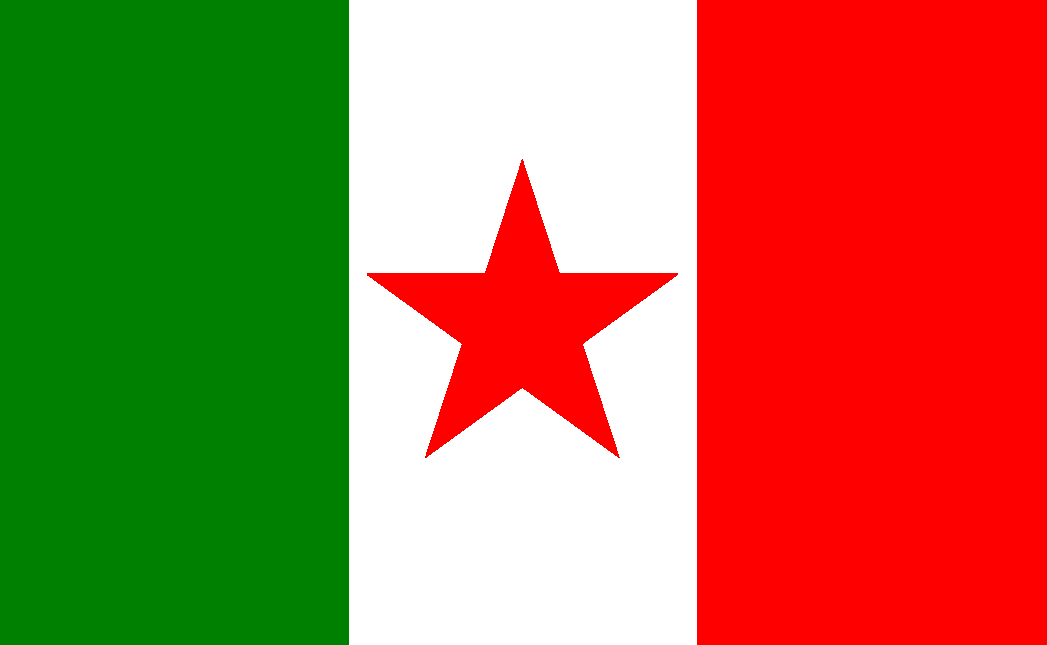
マデシ人権フォーラムの旗

マデシ人権フォーラム（マデシじんけんフォーラム、ネパール語: मधेसी जन अधिकार फोरम, नेपाल、英: Madhesi Jana Adhikar Forum, NepalまたはMadhesi People's Rights Forum, Nepal）は、ネパール南部マデシ地方の地域政党。

## 概要
2006年に結成された。2008年のネパール制憲議会選挙で第4党となったが、統一共産党と共にキャスティングボートを握り、一時有力であった。初代副大統領、パラマーナンダ・ジャーはこの党出身。
2008年8月15日、制憲議会で毛派のプラチャンダ首相を誕生させ、党首のウペンドラ・ヤーダブが外務大臣として入閣し、連立与党となる。
また、2009年5月、プラチャンダ政権が崩壊すると、ネパール統一共産党のマーダブ・クマール・ネパールを首相に推し、ビジャヤ・クマール・ガッチャダール副首相兼建設大臣が入閣し、再び連立与党となったが、6月5日、ヤーダブはガッチャダールを追放、連立からの離脱を表明し、党の分裂は決定的となった。
マデシ人権フォーラムは当初は政党ではなく、民族自決権にもとづきマデシ自治区を設け、比例代表制にもとづく選挙制度と連邦共和制の導入を要求する政治運動であった。略称MJF。参加者の中にはかつてネパール会議派やネパール統一共産党など、他政党の指導者であった者も含まれている。過激な抗議行動や衝突、さらに虐殺行為を繰り返し、多くの死者を出している。
2008年のネパール制憲議会選挙に先立ち、選挙管理委員会に政党として登録され、52議席を獲得し、第4党となった。党首（コーディネーター）は元ネパール共産党毛沢東主義派のウペンドラ・ヤーダブ（Upendra Yadav）。2008年大統領選挙ではマデシ系の他の2党とともに制憲議会でキャスティング・ボートを握り、ネパール初代副大統領として第4党ながら自党からパラマーナンダ・ジャーを出している。
また、8月15日の首班指名では統一共産党とともに毛沢東派のプラチャンダを推し、連立与党に加わり、外務を含む4閣僚を確保した。

## マデシ闘争
2007年1月16日、フォーラムは連邦制の導入と選挙制度について暫定憲法改正を要求する大規模なゼネスト（バンダ）を宣言、さらに18日には幹部逮捕に抗議してジャナクプルで交通遮断（チャッカ・ジャム）を宣言。翌日、ネパール共産党毛沢東主義派が人権フォーラムの集会で発砲。フォーラム側が毛派の車両を停止させた結果、両者は衝突し、死者を出すにいたる。24日、フォーラムはゼネストの拡大を呼びかける。2月8日、毛派の幹部チナク・クルミらを拉致、5時間後に解放した。25日、ネパール統一共産党のマーダブ・クマール・ネパール書記長（現・首相）の祖先の家を襲撃。
2月7日、農相・マハンタ・タクールを長とする政府の委員会がフォーラムに話し合いを呼び掛ける。8日のフォーラムは10日間ストライキを中止し、条件付で政府との交渉に入る。19日に抗議行動、ストライキ、交通遮断を再開する。22日、政府は再度話し合いを呼びかけるが、フォーラム側は拒否する。23日、毛沢東派系の武装組織の活動家150人がフォーラムの集会を襲撃。以後、毛派との衝突を頻繁に繰り返す。

## ガウルの虐殺
3月7日、大規模なゼネストを再開。16日、8党連合の集会を攻撃。同日午後、パルサ地区のネパール会議派の事務所を襲撃。21日、ガウルでフォーラムと毛派系団体が同時に集会を開催し、両者は衝突。12人の遺体が現場から見つかり、さらに5キロ離れた地点で15体の遺体が発見された。その大部分は毛沢東派の活動家であった。この虐殺行為に対し、毛派のプラチャンダ議長はフォーラムをニカラグアの反革命勢力コントラに例え、フォーラムをネパール民主化を妨害する帝国主義者の手先であると非難した。毛派の提案により暫定議会は虐殺の非難と犯人の逮捕命令を全会一致で可決した。
2007年4月、人権条約監視委員会はガウル事件を調査し、フォーラムが死に至る拷問や3件の強姦などの大規模な人権侵害を行ったと結論した。フォーラム側のスポークスマンは、ガウルで攻撃を仕掛けたのは毛派であり、フォーラムは単に報復したにすぎないと主張した。その後、政府との協議が再開する。フォーラム側は、選挙区の削減の中止と、マデシ地方の安全の保証を要求した。
4月20日から22日にかけて、フォーラムはゼネストを行い、コイララ首相の演説が予定されていたネパール会議派の集会を中止に追い込んだ。ストは広範囲で交通を麻痺させた。

## 政府との交渉
4月25日、フォーラムは政府との交渉に当る4人の委員会を設けた。26日、ネパール選挙管理委員会に政党として登録する。
2007年5月、フォーラムは「政府との交渉の三つの前提条件」を提示した。それは、マデシ運動の間に起きた虐殺行為について調査する上級の法的委員会の設置、フォーラム幹部への攻撃の中止、クリシュナ・プラサード・シタウラ内相の辞任である。9日、ヤダフ党首はポウデル平和・再建相と非公式の交渉に入った。ヤーダブは虐殺事件の政府の調査委員会の設置を見届けた26日、フォーラムの活動家に対する告訴の取り下げとその安全が保証されることを条件に、政府との話し合いに臨む用意があると表明した。
フォーラムと政府の交渉は6月1日、ジャナクプルで始まった。フォーラム側は26の要求を提示した。その中には国家の再構築、すべての政府機関にマデシ人を採用すること、連邦制の採用、比例代表制、フォーラム幹部への告訴の取り下げ、そしてマデシ運動の負傷者に対する補償などが含まれていた。最初の会談で、フォーラムの要求の半分について合意が得られた。
7月25日、第二回会談がデュリケルで行われた。交渉は不調に終った。フォーラムの交渉委員の一人ビシュワスによれば、政府は最初の交渉で約束された責務を果たしていなかったという。政府の要望による「宿題」をするための2日間の猶予期間ののち、28日、ラティプルのゴダヴァリ・リゾート村で交渉が再開された。交渉終了後、ビシュワスは連邦制、自治、選挙制度などの中心的議題については何の進展もなかったと述べた。
第4回交渉は8月5日、ブダニルカンタの公園リゾート村で行なわれた。フォーラム側は、政府側の交渉チームの組み換えに同意せず、交渉は不調に終わった。政府側の提案は、交渉団にデヴ・グルン（毛沢東派）、プラクシ・シャラン・マハト元外相（ネパール会議派民主）、ジャラ・ナート・カナール（ネパール統一共産党）を加えたいというものであった。フォーラムは、政府交渉団に毛沢東派が加わることを拒否した。
19日、ヤダフはコイララ首相と会談した。ヤダフは首相はフォーラムの要求に対する議論に前向きであると述べた。交渉は20日に再開し、二日間続いた。しかし、フォーラムは政府が真剣に要求を検討していないとして席を立った。フォーラムは31日までに要求に応じなければ闘争を再開すると警告した。
30日フォーラムは政府との間で22か条の合意に達した。その中には比例代表を含む混合選挙制度、マデシ闘争の期間中に殺された者の殉職者としての地位の付与、イスラム教の祭日を国民の休日とすることなどが含まれていた。毛沢東派議長プラチャンダはこの合意を「陰謀だ」と非難した。
9月はじめ、フォーラムはシタナンダン・ラヤを長とする中央選挙対策委員会を組織した。

## その他の動き
6月13日、フォーラムの活動家が、ルンビニ地区の共産主義青年連盟（毛派の青年組織）のリーダーを殺害した。
17日から18日にかけてフォーラムの中央委員会の会合が開催された。会合では中央委員会を解散し、臨時の委員会で党を指導していくことが決められた。
22日、フォーラムは青年部の指導者ジテンドラ・シャハが共産主義青年連盟によって拉致されたことに抗議してゼネストを決行した。ゼネストは広範囲にわたって生産活動、学校教育を妨害した。
30日、キショール・クマール・ビシュワスは、もしフォーラムが要求している比例代表制が導入されなければ、制憲議会選挙に対する妨害活動（サボタージュ）を行なうと表明した。
2007年夏、青年組織、マデシ青年フォーラムを設立。日刊紙「ネパール・サマチャパトラ」によればフォーラムはこの組織の幹部に軍事訓練を施そうとしているという。同紙によると、マデシ青年フォーラムは共産主義青年連盟に対抗しようと組織されたという。

## 分裂
2007年9月、マデシ人権フォーラムは分裂する。バギャナット・グプタ副議長、キショール・クマール・ビシュワス、ラーム・クマール・シャルマ、ジテンドラ・ソナルは追放される。彼らは完全な比例代表制、選挙前の共和制宣言を要求し、政府との間の22項目の合意に反対したのである。彼らはまた、ヤーダブがネパール語を唯一の公用語として認めたことにも反対であった。ヒンディー語も公用語として認めるべきだと主張したのである。
追放されたグループは独自の政党「マデシ・ジャナディカール・フォーラム・マデシ」を結成した。

## 抗議活動の再開と交渉
10月6日、フォーラムは政府が22項目の合意の一部を履行せず、マデシの安定を保障することに失敗したと表明し、投票に先立って選挙に対して中立な政府を形成することを要求した。フォーラムは選挙運動からの撤退を宣言、さらに11月22日から新たな抗議行動を開始すると表明した。
11月16日、コイララ首相はヤダフと会談し、フォーラムの要求を実現すると約束した。フォーラムは予定されていた抗議行動を中止した。
17日、ヤダフは首相の辞任を要求した。フォーラムと、ラジェンドラ・マハトの率いる友愛党 は「統一マデシ戦線」を形成した。統一マデシ戦線は「マデシ自治国」の創設を要求した。
2008年1月19日、戦線は23日に抗議活動を開始すると宣言した。1月20日、タライ・マデシ民主党がこれに加わった。23日に始まったストライキはジャナクプルに最大限の衝撃を与えた。2月3日戦線は抗議行動をエスカレートさせ、いくつかの州にまたがるストライキを呼びかけた。ストライキ二日目、フォーラムの活動家はネワールパラシで警察と衝突した。
2月9日、マデシ人権フォーラム、友愛党、タライ・マデシ・民主党は「統一民主マデシ戦線」を結成した。新しい戦線は6つの要求を提示した。その中にはマデシ自治国の設立、自決権、比例代表制、国軍へのマデシ人の採用が含まれていた。戦線は11日から12日にかけて抗議行動を表明し、13日から無期限のストに入った。16日、バラ地方のジトプルで警官隊が抗議者に発砲した。ストは16日間続き、カトマンズ盆地を物資不足に陥れた。
ストライキは政府と戦線の合意で終結した。合意の中には、マデシ自治国を含む連邦制の採用、ネパール国軍への少数派の比例的採用、マデシ運動で殺されたものへの殉職者待遇、そして負傷者への無償の治療が含まれていた。制憲議会選挙については規定の締め切りが過ぎていたにもかかわらず、戦線に参加した政党の立候補届けは特別に認められた。

## 選挙運動
2008年3月3日、マデシ人権フォーラムは制憲議会選挙の比例代表区に101人、小選挙区に101人の候補者のリストを提出した。しかし、フォーラムは候補者の33%を女性とするべきであるという規定を満たしていなかった。16日のフォーラムは選挙マニフェストを発表した。そこでは、ネパールを連邦制の世俗（政教分離という意味。）共和国とし、実権のある大統領を置くと提案されていた。議会は二院制とし、上院は「民族代表院」とするとされた。ネパールの各州は自決権を持ち、単一の「マデシ自治区」を創設するとした。また、国軍へのマデシ人の若者の採用を増加させることが要求されていた。
4月10日の制憲議会選挙では小選挙区30、比例代表区22、合計52議席を獲得して第4党となった。タライ・マデシ・民主党は20議席、ネパール友愛党は9議席を獲得し、小党乱立の中、マデシ系の政党の影響力は比較的大きなものになる可能性がある。

## NGOの評価
ガウルの虐殺の調査にも参加したINSECの報告は「マデシ人権フォーラム」は2006年11月から2007年11月までの間、33人の殺人と7人の拉致を行なったと非難している。
国境なき記者団は2007年6月付けの報告で、「マデシ人権フォーラムはジャーナリストに対し最も攻撃的なグループである」としている。

## イスラム教徒の組織
フォーラムはイスラム教徒の組織も持っている。組織の総書記はモハマド・ナシール・シッディケである。

## 制憲議会での活動

### 2008年大統領選
2008年5月28日の制憲議会で連邦制の採用が議決された際、「一つのマデシ自治区」を要求して他党と対立し、議事妨害を行った。
ネパール初代大統領選挙では、はじめ毛沢東派の推すラム・ラジャ・プラサド・シンを、独自の副大統領候補、パラマーナンダ・ジャーを毛派が支持することを条件に支持したが、毛派が独自の副大統領候補に固執したため離脱、統一共産党とともに、ネパール会議派の大統領候補ラーム・バラン・ヤーダブ（これもマデシ出身）を推し、それと引き換えにジャーを副大統領に推してもらったところ、ジャーは当選し、ヤーダブは過半数に届かず再選挙となった。7月21日、再選挙でラーム・バラン・ヤーダブは当選した。他のマデシ2党はラム・ラジャ・プラサド・シンに投票した。

## ヒンディー語の宣誓
副大統領のパラマーナンダ・ジャーは副大統領宣誓式にマデス地方で共通語として用いられるインドの言語ヒンディー語で宣誓を行い、マデシ以外のネパール人の顰蹙をかった。学生デモが起こり、ジャーに見立てた人形を燃やしたり、激しい抗議行動が行われた。ついにはジャーの自宅に爆弾が投げ込まれテロの標的にまでされた。また、毛沢東派のスポークスマン、クリシュナ・バハドゥル・マハラはジャー副大統領の行為を「反憲法的」と非難している。

## プラチャンダ内閣への参加
2008年8月15日の首班指名でプラチャンダを推したフォーラムは4閣僚のポストを確保した。党内で協議した結果次の4人が入閣した。
外務大臣：ウペンドラ・ヤーダブ
計画大臣：ビジャヤクマール・ガッチャダール
農業大臣：ジャヤプラカシュプラサッド・グプタ
文部大臣：レヌクマリ・ヤーダブ

## ネパール内閣樹立と党の再分裂
2009年5月、プラチャンダ首相が軍参謀総長を更迭し、連立与党の離脱によって辞任に追い込まれると、計画大臣のガッチャダールが中心となり、ネパール会議派、統一共産党と共にマーダブ・クマール・ネパールを首班とする非毛派連立政権樹立に動く。ガッチャダールは副首相として入閣したが、ネパール政権樹立に消極的であったヤーダブ党首はガッチャダールら7人の幹部の除名処分と連立離脱を表明し、党は分裂した。